# 鍵盤付きグロッケンシュピール
鍵盤付（き）グロッケンシュピール（けんばんつきグロッケンシュピール）は、鍵盤楽器の一種。

## 構造
鍵盤グロッケンシュピール（けんばんグロッケンシュピール）、鍵盤式グロッケンシュピール（けんばんしきグロッケンシュピール）、鍵盤型グロッケンシュピール（けんばんがたグロッケンシュピール）など複数の和名を持ち、鉄琴を鍵盤によって奏する。呼称には、後述する歴史的な背景が多く絡んで複雑な経緯を内包している。チェレスタが19世紀末に発明された後、長い間忘れ去られていたこの楽器は、20世紀に入ってから復興され、徐々に作曲家たちが起用するようになった。そのため、チェレスタの後発楽器であるような誤解を受けているが、実は新しい楽器ではなく、17世紀に既に存在していた。
チェレスタのくぐもった可愛らしい音色とは異なり、この楽器はきらびやかな音色を特徴としている。近年になってこの楽器が出回るようになるまでは、多くチェレスタによって代用されてきたが、表現が全く異なるため、現在ではその代用は敬遠されている。この楽器が入手できない場合には、音色の異なるチェレスタでの代用ではなく、より音色の近い鉄琴を奏者2名で演奏して代用されることが多い。

## グロッケンシュピールの歴史
そもそも、西洋の教会などに付属した鐘のことをドイツ語でGlocke（グロッケ、単数形）と称する。それを複数設置して、演奏台によって音楽を奏でることができるようにしたものをドイツ語でGlockenspielと称する。これは、Glocken（グロッケの複数形） + spiel（一式、セット、演奏）という意味である。グロッケンシュピールのことを、フランス語ではcarillon（カリヨン）と称する。これは、教会以外に市庁舎などにも設置され、街中に鐘による調べを奏でることができた。大規模な楽器であるため、大時計と連動させて自動演奏させたり、からくり仕掛けによって人形と連動させたり、様々な先鋭的趣向が施されていることが多く、そのように演奏台によるもの以外も多く存在する。
このグロッケンシュピールは、音を出せばたちまち街中に響いてしまうため、奏者が実物によって練習することも難しく、その音色をより手軽に手に入れるため、金属の棒によって鐘を代用し、それを鍵盤演奏によって叩いて発音する楽器が17世紀に登場した。これは、カリヨネア（カリヨン奏者）の練習用以外にも、音楽用や室内用に使用された。それは、ヘンデルのオラトリオ『サウル』HWV53、『陽気な人、思い耽る人、穏健な人』HWV55などや、モーツァルトの『魔笛』K.620などに使用例があるが、当時はまだ楽器の姿が統一化されて定着していたわけではなかったため、鍵盤演奏によって金属を叩き、鐘の音を模倣するという程度の示し合わせしか見出すことは困難である。資料によっては、ガラス棒を叩いて発音したという記述さえ残っているが、通常は金属棒であり、しかしその規模は大きいものから小さいものまで、そして金属棒が縦型に設置されたものから横型に設置されたものまで多種多様で、製作者たちの創意にまだ自由に任されていた発明品であった。
その後、鍵盤部分が取り払われて金属が剥き出しになっている、新しい型のグロッケンシュピールが発明された。この、打楽器としてばちで叩く様式の楽器が、現在グロッケンシュピールという呼称が定着しているものであるが、原型である鍵盤式の楽器、さらにはルーツである鐘の一式もグロッケンシュピールと称されていた。ばち式のグロッケンシュピールが登場してからは、それでことが足りたため、鍵盤式のグロッケンシュピールは姿を消し、西洋音楽の作曲家たちもばち式のグロッケンシュピールしか使用しなくなった。
チェレスタが19世紀末に発明された後、徐々に作曲家たちがそれを使用するようになり、鍵盤操作による華やかな楽句が書かれるようになった。それらは、もはやばち式による既存のグロッケンシュピールで真似のできないものであり、超高音による細やかな楽句が作曲界に流行するようになった。その後、チェレスタとは音色の異なるグロッケンシュピールによっても同様の走句が要求されるようになり、20世紀になると鍵盤式のグロッケンシュピールがフランスにおいて復興されることとなった。ただし、本来のグロッケンシュピールとは鍵盤式のものを指し示すものであったが、後にばち式のものを単純にグロッケンシュピールと称するのが定着したせいで、それとあえて区別するため、本来のグロッケンシュピールに「鍵盤付」「鍵盤式」「鍵盤型」などという装飾語が付けられて呼ばれることとなった。
また、この楽器の復興と時期を同じくして、鍵盤式のシロフォン（木琴）もフランスで開発され、バルトークの『青ひげ公の城』（1911年）などで使用されているが、これは直ぐに廃れてしまった。

## 各国語の名称
- 英: keyboard glockenspiel, keyed glockenspiel
- 独: Klaviaturglockenspiel, Glockenspiel mit Klaviatur, Glockenklavia
- 仏: jeu de timbres à clavier, clavitimbres, glockenspiel à clavier
- 伊: campanelli a tastiera

Jeu de timbres（ジュ・ドゥ・タンブレ）とのみ書かれている場合には、通常のグロッケンシュピールと名称上区別が付かないため、作曲者自身の指示や初演時の確かな情報が伝え残っていない場合には、パートの内容や時代的背景などから判断して、どちらか相応しい方を指揮者などが判断して使用することとなる。

## チェレスタとの比較
チェレスタもよく似た楽器であるが、チェレスタのハンマーはフェルト製であり、本楽器のハンマーは象牙や動物の骨などによっているため、前者は柔和な響きとなり、後者は眩しい響きとなる。相互に代用はとても効かないほどの音色の違いがある。

## 現代の楽器
シュトゥットガルトの楽器メーカーであるシードマイヤー社は、3オクターヴ半/52C-95Gの音域で製作していた。この楽器は、チェレスタ同様、鉄板にある程度の横幅が必要で、共鳴箱も設置する必要性から、鍵盤の幅に合わせてピアノの弦のように発音部を横に並べることができず、発音部を何段かに分けて設置する必要性があった。そのため、数段に分けられたハンマーに鍵盤の動作を伝える必要があり、パイプ・オルガンのトラッカーやローラー・ボードの仕組みを応用した機構となっていた。しかし、この仕組みでは敏速な動作を正確にハンマーに伝えることは無理であり、長い間表現の効かない不自由な楽器であった。
ヤマハは1999年に4オクターヴ/45F-93Fの音域を持つ楽器を制作し、ウィーン・フィルハーモニー管弦楽団によるザルツブルク音楽祭での演奏で活用され、瞬く間に世界のオーケストラから注文が殺到するようになった。ヤマハはチェレスタと共に、この楽器をより楽器としての性能を上げるべく改良し、トラッカーやローラー・ボードの機構を廃止し、発音部を真横に並べられるようにした。また、従来の楽器はハンマーが上から下へ叩き下ろす形であったが、グランド・ピアノの機構を起用し、下から上へと叩き上げる形にした。このことによって、表現力が格段に上がり、強弱が広くつけられ、困難な楽句もピアノ同様に演奏できるようになった。ハンマー部は、最初は真鍮も使用していたが、現在は奈良公園の鹿の角を加工して、現在入手できない象牙の代用としている。2005年には4オクターヴ半/40C-95Gの音域を持つ楽器を発表し、2008年には、さらに安価な新しい型の楽器を発表し、市場に送り出している。
現在、製造しているメーカーはこの二社しかない。

## 空白期間前の使用楽曲例
- ヘンデル
1739年：『サウル』HWV53
1740年：『陽気な人、思い耽る人、穏健な人』HWV55
- モーツァルト
1791年：『魔笛』K.620

## 空白期間後の使用楽曲例
- ドビュッシー
1903〜05年: 海
- マーラー
1905年：交響曲第7番
- ラヴェル
1911年：『高雅で感傷的なワルツ』
1912年：『マ・メール・ロワ』
1909〜12年：『ダフニスとクロエ』
- プッチーニ
1924年（未完）:『トゥーランドット』
- オリヴィエ・メシアン
1946〜1948年:『トゥーランガリラ交響曲』
- ヴァレーズ
1931年：『イオニザシオン』
- 武満徹
1964年：『テクスチュアズ』
- 金子仁美
1995年：『フルート協奏曲』